# Senador Alexandre Costa
Senador Alexandre Costa là một đô thị thuộc bang Maranhão, Brasil. Đô thị này có diện tích 426,461 km², dân số năm 2007 là 9108 người, mật độ 21,36 người/km².